# Ōtawara (Klan)

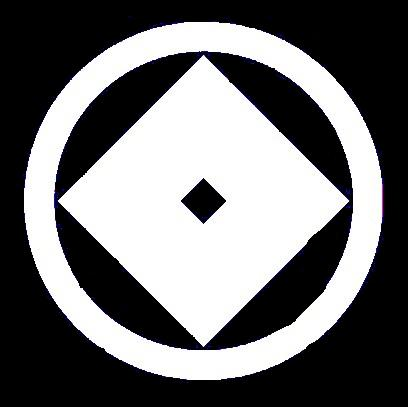
Wappen der Ōtawara

Die Ōtawara (japanisch 大田原氏, Ōtawara-shi) waren eine Familie des japanischen Schwertadels (Buke), die von Kaiser Heizei ableitet. Die Ōtawara waren zunächst Vasallen der Nasu, bis sie im Zusammenhang von dem Bürgerkrieg im 16. Jahrhundert unabhängig wurden und sich eine Burg in Ōtawara errichteten.

## Genealogie (Auswahl)
- Sukekiyo (清資) erbaute 1543 oder 1545 die Burg.
- Harukiyo (晴清; 1567–1631), ein Enkel Sukekiyos, nahm an dem Feldzug Toyotomi Hideyoshis gegen die Burg Odawara teil und wurde dafür mit einem Einkommen von 12.000 Koku zum Daimyō erhoben. Um 1600 befahl ihm Tokugawa Ieyasu die Instandsetzung der Burg. Harukiyos Nachkommen residierten in Ōtawara bis zur Meiji-Restauration 1868 als Tozama-Daimyō.

Nach 1868 erhielten die Ōtawara den Rang eines Vizegrafen.